# یاروسلاو چرونی
یاروسلاو چرونی (چکی: Jaroslav Červený؛ ۱ ژوئن ۱۸۹۵ – ۴ مهٔ ۱۹۵۰) بازیکن فوتبال اهل چکسلواکی بود.
از باشگاه‌هایی که در آن بازی کرده‌است می‌توان به باشگاه فوتبال اسپارتا پراگ اشاره کرد.
وی همچنین در تیم ملی فوتبال چکسلواکی بازی کرده‌است.